# Godeke Michels

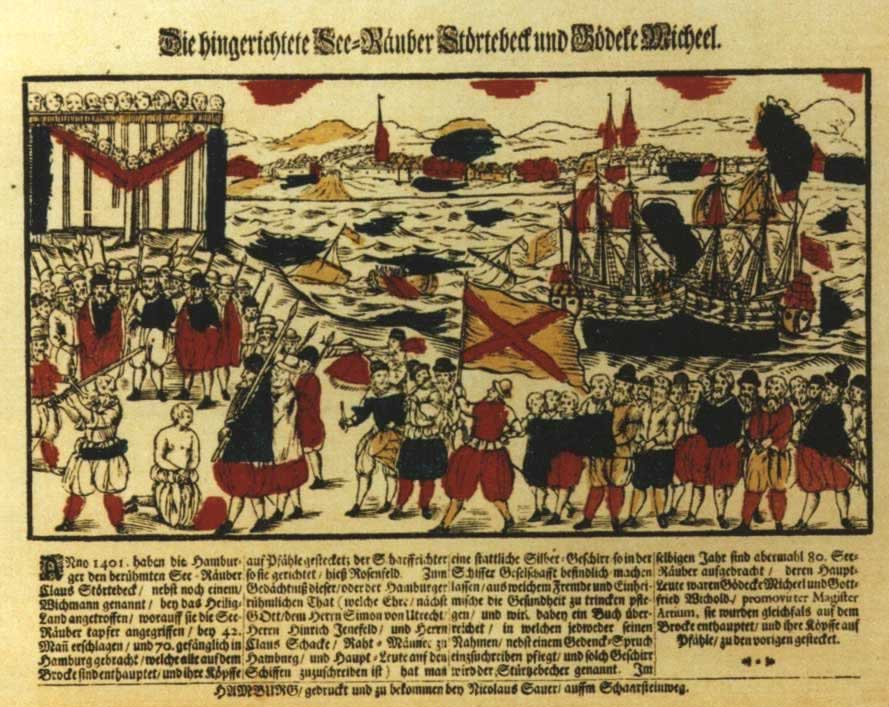
Terechtstelling van de Victualiënbroeders op de Grasbrook te Hamburg op een pamflet uit 1701

Gödeke Michels (? - Hamburg, 1402), ook wel Gödeke Michelis of Gottfried Michaelsen genoemd, was een piratenleider van de Likedelers.

## Geschiedenis
Samen met Klaus Stortebeker, Hennig Wichmann en Magister Wigbold, die ook leiders van de Likedelers waren, maakte hij eind 14e eeuw de Noordzee en Oostzee onveilig. Ze hadden snelle schepen waarmee ze snel bij de Hanze schepen konden komen om deze te enteren. Het ging ze voornamelijk om buit te vergaren en niet om te vechten, zodat degene die zich niet verdedigden meestal overboord werden gegooid.
Begin 1400 besloot de Hanze samen met de Hollandse steden om de Likedelers aan te pakken. Bij een zeeslag op de Westereems werd hun een zware klap toegebracht. In 1401 werd door de Hanze nog een vloot bijeengebracht en kwam het in hetzelfde jaar tot een zeegevecht bij Helgoland. De Likedelers verloren de slag en werden gevangengenomen.
Gödeke Michels werd in 1402, kort na Klaus Störtebeker, samen met 73 kompanen terechtgesteld op de Grasbrook te Hamburg.